# Deutsche Blätter (Santiago)

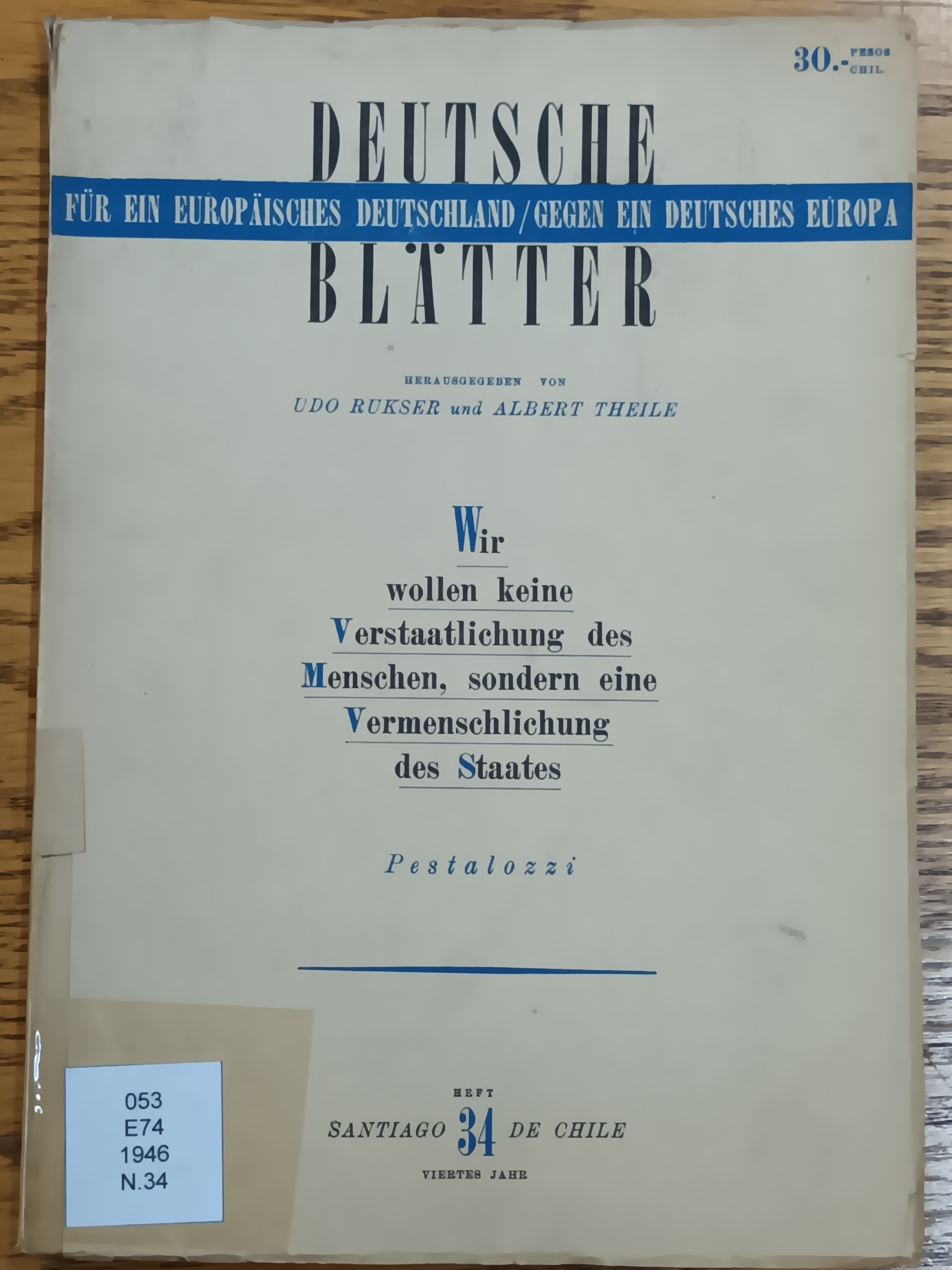
Deutsche Blätter, 34, 1946, letzte Ausgabe

Deutsche Blätter. Für ein europäisches Deutschland. Gegen ein deutsches Europa waren eine Exilzeitschrift in Santiago de Chile von 1943 bis 1946.

## Geschichte
Seit dem Januar 1943 erschienen die Deutschen Blätter in Santiago. Die Herausgeber waren Albert Theile und Udo Rukser, sowie Nikolaus von Nagel, der aber im Editorial ungenannt blieb.
Sie wurden eine der wichtigsten Publikationsorgane antinationalsozialistischer
deutschsprachiger Emigranten in Amerika, die auch in den Nachbarländern Argentinien, Brasilien, Ekuador, Kolumbien und Mexiko, sowie in den USA und Kanada vertrieben wurden.
Sie wurden von einigen bekannten deutschsprachigen Persönlichkeiten unterstützt.
Nikolaus von Nagel trug für die ersten Ausgaben den größten Teil der Kosten, auch Udo Rusker beteiligte sich stärker. Nach dem Rückzug Nagels aus dem Redaktionskollegium 1945 mussten die verbliebenen beiden Herausgeber die Kosten tragen, es gab nur verhältnismäßig wenig finanzielle Unterstützung durch Deutsche, die schon länger in Chile lebten (ca. 10 %).
Ende 1946 musste das Erscheinen eingestellt werden.

## Inhalte
Die Deutschen Blätter waren vor allem bestrebt, demokratische und liberale Alternativen zum bestehenden nationalsozialistischen System in Deutschland aufzuzeigen.
Im ersten Teil jeden Heftes gab es aktuelle Nachrichten aus Deutschland, Österreich und der Schweiz, die korrekte Informationen über die Ereignisse dort geben sollten.
Im zweiten Teil gab es. theoretische Artikel über gesellschaftliche und politische Fragen.
Im dritten Teil wurden literarische Texte abgedruckt, darunter Übersetzungen von lateinamerikanischen Autoren, außerdem weitere Kulturbeiträge.
Die Grundausrichtung war liberal, in einigen Texten auch gemäßigt konservativ. 1945/46 wurde auch totalitäre Tendenzen in der Sowjetischen Besatzungszone kritisiert.
Es wurden Texte von Thomas Mann, Albert Schweitzer, Carl Gustav Jung, Hermann Hesse, Oskar Maria Graf, Ernst Jünger, Carl Zuckmayer, Arthur Koestler und weiteren bekannten und weniger bekannten Autoren veröffentlicht.
Zu den übersetzten lateinamerikanischen Autoren gehörten Pablo Neruda, Jorge Luis Borges, Ezequiel Martínez Estrada, Rómulo Gallegos, Yolanda Bedregal und Gabriela Mistral, die sich für die Übersetzung bei der Zeitschrift persönlich bedankte. Die meisten dieser Texte wurden erstmals in Deutsche übertragen.